# Попово-Еремковское
Попово-Еремковское — деревня в Удомельском районе Тверской области.

## История
25 мая 2019 года распоряжением Правительства РФ переименована деревня Попово в Попово-Еремковское.

## Население
| 2010 |
| ---- |
| 1    |